# Rainbow (Ayumi Hamasaki)
| Recensione   | Giudizio |
| ------------ | -------- |
| AllMusic     |          |
| Sputnikmusic | 3.0      |

Rainbow è il quinto album studio della cantante giapponese Ayumi Hamasaki, pubblicato il 18 dicembre 2002 dalla Avex Trax, meno di un anno dopo il suo precedente lavoro, I Am.... L'album ha venduto circa 445 000 copie al primo giorno di pubblicazione, arrivando alla prima posizione della classifica degli album più venduti, e diventando il secondo più venduto dell'anno.

## Stile e tematiche
Rainbow è considerato per certi versi un album di svolta per la cantante giapponese. Il sound della Hamasaki si arricchisce di influenze rock e trip-hop. Alcuni brani sono stati definiti "estivi", "movimentati" e "gotici". Vennero sperimentati nuovi effetti sonori come cori gospel e urla di una folla immaginaria. I testi trattavano argomenti differenti: nell'album si tratta la libertà, l'emancipazione femminile, e si canta di "un'estate che si conclude con tristezza".
Dopo la pubblicazione dell'album I Am... Ayumi Hamasaki si era abituata ad esibirsi anche al di fuori del suo Paese, il Giappone. In seguito alla sua esibizione agli MTV Asia Music Awards nel 2002 la cantante si rese conto che scrivendo i suoi testi solo in giapponese, non sarebbe stata in grado di portare il suo "messaggio" ad altri Paesi. Riconoscendo l'inglese una "lingua globale diffusa", decise di aggiungere anche l'inglese alle sue canzoni. "Rainbow" contiene tre canzoni con testi in questa lingua.

## Tracce[6]
- Tutti i testi sono stati scritti da Ayumi Hamasaki
- Musiche di:

1. Everlasting Dream - 1:33 (CMJK)
2. We Wish - 5:10 (D.A.I.)
3. Real Me - 5:26 (D.A.I.)
4. Free & Easy - 5:00 (Ayumi Hamasaki, D.A.I.)
5. Heartplace - 6:06 (Ayumi Hamasaki)
6. Over - 5:05 (CMJK, Toshiharu Umesaki, Atsushi Sato)
7. Hanabi - 4:56 (Ayumi Hamasaki, D.A.I.)
8. Taskinillusion" - 1:20 (Tasuku)
9. Everywhere Nowhere - 4:35 (pop)
10. July 1st - 4:22 (Ayumi Hamasaki, D.A.I.)
11. Dolls - 5:56 (Ayumi Hamasaki,)
12. Neverending Dream - 1:35 (HΛL)
13. Voyage - 5:08 (Ayumi Hamasaki, D.A.I)
14. Close to you - 5:47 (Ayumi Hamasaki)
15. Independent- 4:53 (Ayumi Hamasaki, D.A.I)
16. + (Ayumi Hamasaki+ D.A.I)

## Classifiche
| Classifica                      | Posizione raggiunta |
| ------------------------------- | ------------------- |
| Giappone (Oricon Daily Chart)   | 1                   |
| Giappone (Oricon Weekly Chart)  | 1                   |
| Giappone (Oricon Monthly Chart) | 1                   |
| Giappone (Oricon Yearly Chart)  | 2                   |

## Date di Pubblicazione
| Nazione  | Data             | Formato    | Etichetta   | Catalogo    |
| -------- | ---------------- | ---------- | ----------- | ----------- |
| Giappone | 18 dicembre 2002 | CD         | Avex Trax   | AVCD-17239  |
| Taiwan   | 20 dicembre 2002 | CD         | Avex Taiwan | AVJCD10140  |
| Giappone | 21 marzo 2012    | Playbutton | Avex Trax   | AQZD-50669X |